# برج العاصمة
برج العاصمة هو مشروع ناطحة سحاب يقع في وسط العاصمة الكويت يتكون من 54 طابقاً ويشمل أكثر من 150 مكتباً بمساحة ألف إلى 1300 متر مربع للدور، حيث تتميز المكاتب بإطلالتها على المدينة وصولاً للخليج العربي، مما يجعله موقعاُ استراتيجياُ للمكاتب الرئيسية لمختلف الشركات كونه في قلب العاصمة.
يضم المشروع ثلاثة مكونات أساسية هي مجمع تجاري، وبرج تجاري، وفندق من فئة الخمس نجوم، إضافة إلى موقفين متعددي الطوابق. وهو على مقربة من العديد من الشركات المحلية والدولية والمصارف، وسوق الكويت للأوراق المالية، وبنك الكويت المركزي ووزارة الشؤون الخارجية والمحاكم ومجلس الأمة.
بلغت نسبة الإنجاز فيه إلى حوالي 85.25%، حيث يتوقع الانتهاء منه وافتتاحه خلال الربع الثالث من عام 2020، وأطلق على المشروع اسم العاصمة كونه مدينة صغيرة توفر جميع وسائل الراحة والرفاهية لزوارها ونزلائها.
يتم بناء البرج وفقاً لأعلى المعايير الدولية في التصميم المعماري والقدرة الوظيفية والجودة، والتصميم يقدم تناغم بين الإضاءة الطبيعية والإطلالات البانورامية، إضافة إلى احتواءه على أعلى المعايير التكنولوجية.

## مميزات البرج
يتمتع بمصاعد ذات سرعة عالية، والخصائص التكنولوجية الفريدة من نوعها، مثل شبكات نقل البيانات وشبكات الألياف البصرية وانترنت ذات سرعة عالية، كما تحرص شركة الصالحية العقارية المنفذة له على توفير خدمات الأمن والصيانة على مدار الساعة.
يعتبر موقعه مثالي للمستثمرين والموظفين لقربه من المطاعم والمقاهي والمحلات والمتاجر مما يساعد على الاستمتاع بيوم عمل متوازن. بالإضافة لوجود مبنى مواقف للسيارات ملاصقة للبرج والذي يوفر أعداد كبيرة من المواقف تخدم البرج والمشروع والمنطقة.

.